# (295299) Nannidiana
(295299) Nannidiana – planetoida z pasa głównego planetoid, odkryta na zdjęciach wykonanych 15 kwietnia 2008 roku.
Do odkrycia przyczyniła się praca ochotnicza wykonana przez Zofię Adamus, Kornela Gibińskiego i Angelikę Muchę z VIII LO im. Marii Skłodowskiej-Curie w Katowicach wiosną 2008 roku polegająca na poszukiwaniu obiektów bliskich Ziemi w ramach międzynarodowej kampanii (NEO Confirmation Campaign) prowadzonej przez Astronomical Research Institute. Prace zespołu uczniów z VIII LO w Katowicach były koordynowane przez nauczyciela fizyki i astronomii, Bogusława Lanusznego.
Udział uczniów w kampanii polegał na przeglądaniu zdjęć przysłanych przez Astronomical Research Institute, weryfikacji orbit planetoid uważanych za obiekty potencjalnie zagrażające Ziemi poprzez analizę tych zdjęć i obróbkę przy pomocy specjalnego oprogramowania, a następnie raportowaniu swoich propozycji do ARI, gdzie spostrzeżenia te były ponownie analizowane.
W kampanii w 2008 r. uczestniczyły szkoły amerykańskie, niemieckie, japońskie, marokańskie, portugalskie, a także osiem polskich. W poprzednich latach w podobnych kampaniach polscy uczniowie odkryli w sumie kilkanaście planetoid. 
Nazwa planetoidy pochodzi od imion Giovanniego Foglii (ur. 1932) i Diany Damiani (ur. 1938), rodziców Sergio Foglii, jednego z obserwatorów H55 Astronomical Research Observatory. Przed jej nadaniem planetoida nosiła oznaczenie (295299) 2008 GZ111.